# Аппанус (округ)
А́ппануc (англ. Appanoose County) — округ в США, штате Айова. На 2000 год численность населения составляла 13 723 человек. По оценке бюро переписи населения США в 2009 году население округа составляло 12 698 человек. Окружным центром является город Сентервилл.

## История
Округ Аппануc был сформирован 17 февраля 1843 года.

## География
По данными Бюро переписи населения США площадь округа Аппануc составляет 1285 км².

### Основные шоссе
- Автострада 2
- Автострада 5
- Автострада 202

### Соседние округа
- Монро  (север)
- Уапелло  (северо-восток)
- Лукас  (северо-запад)
- Дейвис  (восток)
- Скайлер, Миссури  (юго-восток)
- Патнам, Миссури  (юго-запад)
- Уэйн  (запад)

## Демография
По данным переписи населения 2000 года в округе проживало 13 723 жителей. Среди них 22,2 % составляли дети до 18 лет, 19,9 % люди возрастом более 65 лет. 51,9 % населения составляли женщины.
Национальный состав был следующим: 97,8 % белых, 0,6 % афроамериканцев, 0,2 % представителей коренных народов, 0,5 % азиатов, 1,3 % латиноамериканцев. 0,9 % населения являлись представителями двух или более рас.
Средний доход на душу населения в округе составлял $14644. 18,1 % населения имело доход ниже прожиточного минимума. Средний доход на домохозяйство составлял $33842.
Также 81,4 % взрослого населения имело законченное среднее образование, а 12,2 % имело высшее образование.